# 赤馬品
赤馬品（Rohitassa-vaggo）、ローヒタッサ品とは、パーリ仏典増支部四集に収録されている第5経。
顛倒経（49節）が含まれ、そこでは四顛倒が説かれている。

## 顛倒経
顛倒経（Vipallāsasuttaṃ、てんどうきょう）において、釈迦は４つの顛倒（cattāro Vipallāsa）を示し、これらは四顛倒（してんどう）と呼ばれる。顛倒とは「あべこべ」の意。常楽我浄ともされる。

cattāro'me bhikkhave saññāvipallāsā cittavipallāsā diṭṭhivipallāsā.Katame cattāro?

Anicce bhikkhave niccanti saññāvipallāso cittavipallāso diṭṭhivipallāso.

Dukkhe bhikkhave sukhanti saññāvipallāso cittavipallāso diṭṭhivipallāso.

Anattani bhikkhave attāti saññāvipallāso cittavipallāso diṭṭhivipallāso.

Asubhe bhikkhave subhanti saññāvipallāso cittavipallāso diṭṭhivipallāso.

Ime kho bhikkhave cattāro saññāvipallāsā cittavipallāsā diṭṭhivipallāsā.
比丘たちよ、この４つは顛倒した想（saññā）、顛倒した心（citta）、顛倒した見（diṭṭhi, 見顚倒）である。

その４つは何か。

無常を常と捉えるのは、想顚倒、心顚倒、見顚倒である。

苦を楽とと捉えるのは、想顚倒、心顚倒、見顚倒である。

無我を我と捉えるのは、想顚倒、心顚倒、見顚倒である。

不浄を浄と捉えるのは、想顚倒、心顚倒、見顚倒である。

比丘たちよ、この４つが、想顚倒、心顚倒、見顚倒である。
Cattāro'me bhikkhave na saññāvipallāsā na cittavipallāsā na diṭṭhivipallāsā. Katame cattāro?

Anicce bhikkhave aniccanti na saññāvipallāso na cittavipallāso na diṭṭhivipallāso.

Dukkhe bhikkhave dukkhanti na saññāvipallāso na cittavipallāso na diṭṭhivipallāso.

Anattani bhikkhave anattāti na saññāvipallāso na cittavipallāso na diṭṭhivipallāso.

Asubhe bhikkhave asubhanti na saññāvipallāso na cittavipallāso na diṭṭhivipallāso.

Ime kho bhikkhave cattāro na saññāvipallāsā na cittavipallāsā na diṭṭhivipallāsāti.
（一方で）比丘たちよ、この４つは顛倒した想（saññā）、顛倒した心（citta）、顛倒した見（diṭṭhi, 見顚倒）ではないのだ。

その４つは何か。

無常を無常と捉えるのは、想顚倒、心顚倒、見顚倒ではない。

苦を苦とと捉えるのは、想顚倒、心顚倒、見顚倒ではない。

無我を無我と捉えるのは、想顚倒、心顚倒、見顚倒ではない。

不浄を不浄と捉えるのは、想顚倒、心顚倒、見顚倒ではない。

比丘たちよ、この４つについては、想顚倒、心顚倒、見顚倒ではないのだ。
Anicce niccasaññino dukkhe ca sukhasaññino, Anattani ca attāti asubhe subhasaññino.

Micchādiṭṭhigatā sattā khittacittā visaññino, Te yogayuttā mārassa ayogakkhemino janā.
無常なものに常をいだき、苦であるものに楽をいだき、無我なものに我をいだき、不浄なものに浄をいだく。

衆生らは、邪見によって心乱され狂わせられる、マーラにとらわられた安楽なき人々である。

Sattā gacchanti saṃsāraṃ jātimaraṇagāmino,

Yadā ca buddhā lokasmiṃ uppajjanti pabhaṅkarā. Temaṃ dhammaṃ pakāsenti dukkhūpasamagāminaṃ,
（そのような）衆生らは輪廻に至り、生（ジャーティ）と死に飲み込まれる。

しかし世間に光をもたらす仏陀が起こったとき、彼は苦の寂止へ導く法（ダルマ）を明らかにする。
—パーリ仏典, 増支部四集 5.赤馬品, 顚倒経, Sri Lanka Tripitaka Project